# Awanuia porcellana
Awanuia porcellana är en snäckart som beskrevs av Winston F. Ponder 1967. Awanuia porcellana ingår i släktet Awanuia och familjen Aclididae. Inga underarter finns listade i Catalogue of Life.